# Riserva di conservazione del deserto di Al Marmoom
La Riserva di conservazione del deserto di Al Marmoom, o Al Marmoom Desert Conservation Reserve  (in arabo محمية المرموم الصحراوية‎?), è un'area naturale protetta degli Emirati Arabi, istituita nel 2014, che si trova nell'area meridionale dell'Emirato di Dubai.

## Storia dell'area
Il deserto di Al Marmoom è stato definito riserva della natura dal deecreto reale numero 22 del 2014 emesso dallo sceicco Mohammed bin Rashid Al Maktum, sovrano di Dubai.
In base alla legge n. 11 del 2003 sull'istituzione di aree protette nell'Emirato di Dubai l'area è posta sotto la protezione e il governo della municipalita di Dubai.
Nel 2017 l'area viene definita Important Bird and Biodiversity Area e inserita da BirdLife International nella apposita lista dei siti da proteggere per la biodiversità e la salvaguardia degli uccelli.
Nel 2018 la superficie della riserva venne ampliata e ad essa venne assegnato lo status di Riserva di conservazione. Al tempo stesso vennero istituiti il Marmoom Biosphere Center e il Marmoom Reserve Protection Scout con lo scopo di monitorare, proteggere e governare lo svuiluppo sostenibile dell'area.

## Territorio
La riserva di Al Marmoom si trova nella zona meridionale di Dubai, presso il confine con l'emirato di Abu Dhabi, in quella che viene anche chiamata Madinat Al Qudra, di cui occupa 949,35 km² che ne fanno l'area protetta più grande di Dubai.
Dal punto di vista amministrativo la riserva ricade in tutto o in parte nel territorio delle comunità di: Al Layan, Mugatrah, Al Selal, Ghadeer Barashy, Saih Al Salam, Al Lesaily, Hefair, Saih Al Dahal, Al O'shoosh, Saih Shua'alah, Al Hathmah, Grayteesah e Al Fagaa.
Ci sono tre punti di accesso alla riserva: due sulla Saih Al Salam Street (D 42), uno sul lato est e uno sul lato ovest, ed uno sulla Al Qudra Street (D 63) sul lato nord. La riserva può anche essere raggiunta con i mezzi pubblici. Vi sono infatti due linee di superficie (Bus 67 e 68) che percorrono la Saih Al Salam Street e collegano la zona centrale della riserva rispettivamente con il quartiere di Bur Dubai e con la comunità di Lehbab.
Il territorio costituisce la propaggine nord-orientale del Rub' al-Khali (letteralmente "il quartiere vuoto") il deserto sabbioso più grande del mondo che occupa una gran parte della zona meridionale della penisola araba. Questo deserto è un bacino sedimentario che si estende lungo un asse da sud-ovest a nord-est attraverso la piattaforma araba. La sabbia ricopre pianure di ghiaia o gesso e le dune raggiungono altezze massime fino a 250 m. Le sabbie sono prevalentemente silicati, composte dall'80 al 90% di quarzo e il restante feldspato, i cui granelli rivestiti di ossido di ferro colorano le sabbie di arancione, viola e rosso.
La temperatura minima oscilla fra i 12-15°C di gennaio e dicembre e i 30-32°C di giugno-agosto. Le temperature massime negli stessi periodi sono di circa 30°C e 42°C rispettivamente.  I mesi più piovosi sono febbraio e marzo, mentre quelli più asciutti sono fra giugno e ottobre, con rispettivamente una media di 30 mm e 5 mm per mese.
All'interno della riserva si trova la zona dei laghi di Al Qudra. Si tratta di un insieme di 56 laghi artificiali e relative oasi, che si sviluppano per circa 10 km², realizzati fra il 2013 ed il 2015 per promuovere l'ecoturismo a Dubai ed anche come parte del programma di reintroduzione nell'area della specie minacciata dell'ubara asiatica (Chlamydotis macqueenii).
L'area ricade all'interno delle due ecoregioni del Deserto e semideserto del golfo di Oman e del Deserto arabico e macchia xerofila saharo-arabica. Gli habitat principali dell'area sono: pianure di sabbia e ghiaia, sabkha, dune e lagune.

## Biodiversità
Al Marmoom ospita più di 204 specie di uccelli autoctoni, 158 specie di uccelli migratori, 26 specie di rettili, nove specie di mammiferi e 39 specie di piante. Fra le specie ospitate ci sono 19 specie di animali e uccelli in via di estinzione. Inoltre nella zona dei laghi di Qudra sono stati rilevati tra i 300 e i 500 grandi fenicotteri, la più alta concentrazione in una regione desertica del paese.
Gli uccelli sono quindi la classe di animali maggiormente presenti nella riserva. Fra le specie più interessanti ci sono:
- l'avvoltoio orecchiuto  (Torgos tracheliotos), una specie di avvoltoio del Vecchio Mondo in pericolo di estinzione inserita nella Lista rossa IUCN[11];
- l'ubara asiatica (Chlamydotis macqueenii), un uccello migratore caratteristico dei deserti e dei terreni semi-aridi dell'Asia e dal Medio Oriente. È classificato nella lista IUCN come "vulnerabile"[12];
- l'aquila anatraia maggiore (Clanga clanga), un rapace che nidifica in Europa e sverna in paesi più caldi come la penisola arabica. Anch'esso è classificato nella lista IUCN come "vulnerabile"[13];
- il gruccione verde arabo (Merops cyanophrys), una specie residente nell'area.

Fra i mammiferi le specie più caratteristiche sono:
- l'orice d'Arabia (Oryx leucoryx),
- la gazzella di montagna (Gazella gazella cora);
- la gazzella delle sabbie (Gazella marica);
- la gazzella d'Arabia (Gazella arabica).

Infine fra i rettili troviamo:
- geco prodigio persiano (Teratoscincus keyserlingii )
- lucertola dalla coda spinosa (Uromastyx aegyptia leptieni).

## Punti di interesse
All'interno della riserva si trova il sito archeologico di Saruq Al-Hadid. Il sito, scoperto nel 2002, è uno dei più importanti della penisola arabica e risale come insediamento all'età del bronzo (2600-2000 a.C.), ma è stato abitato con continuità fino alla seconda età del ferro, che nella regione si colloca fra il 1.000 e il 600 a.C. Era un importante centro di produzione metallurgica che è stato associato alla Cultura di Umm Al Nar.
La riserva ospita il parco solare Mohammed Bin Rashid Solar Park, uno dei più grandi progetti di energie rinnovabili al mondo. Il parco, la cui costruzione è iniziata nel 2013, è tuttora in fase di ampliamento. La capacità totale dell'intero progetto dovrebbe raggiungere i 3.000 megawatt.

## Strutture ricettive

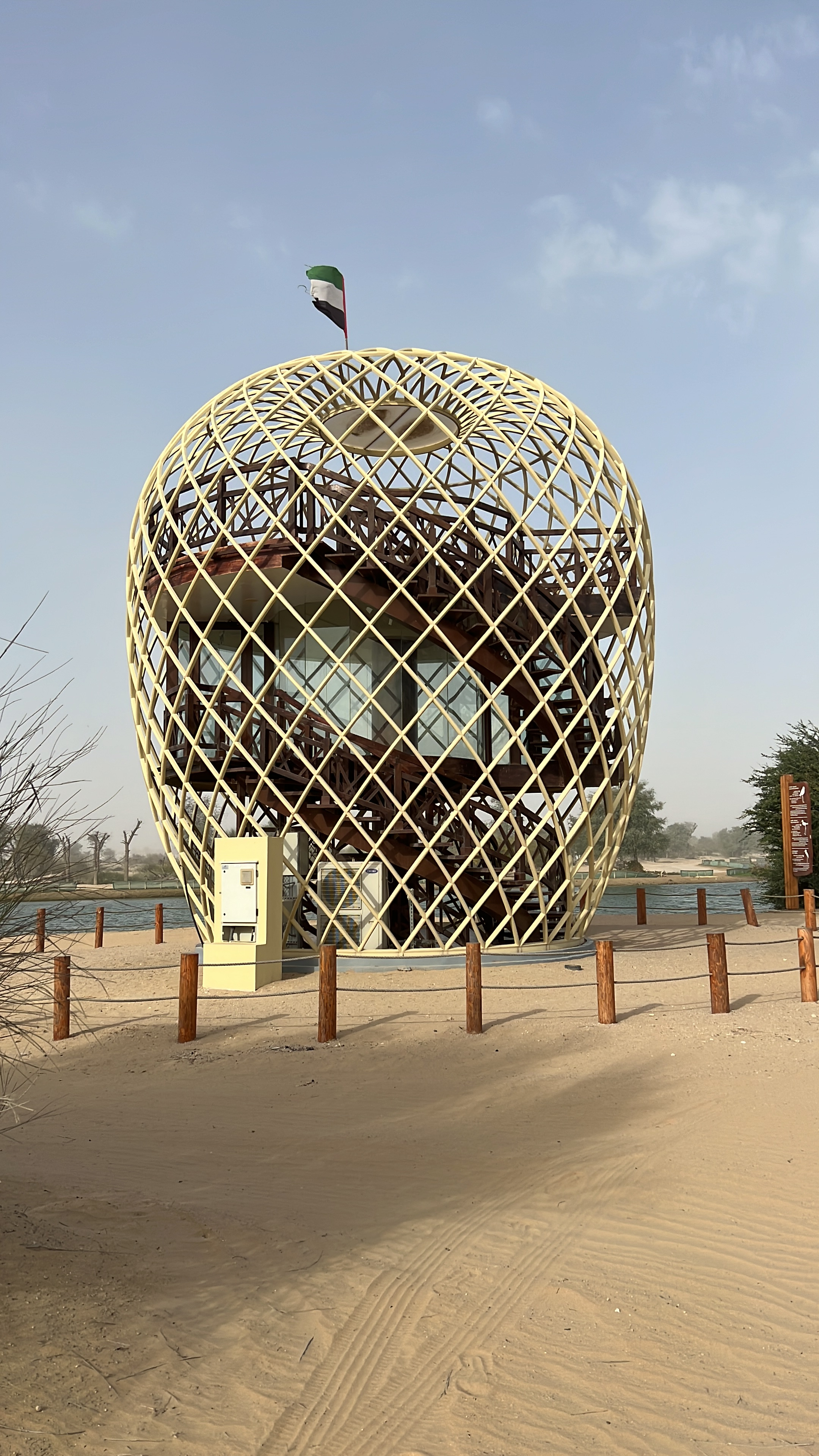
Punto di osservazione per gli uccelli nei laghi di Al Qudra

Per favorire l'osservazione della natura il Comune di Dubai ha installato dei nascondigli per il birdwatching che consentono ai visitatori di vedere gli animali nel loro habitat naturale senza arrecare loro disturbo. Ci sono al momento otto di questi nascondigli posizionati in modo strategico nell'area dei laghi Al Qudra:
- sette, chiamati Birds Viewing Platform, si trovano nella zona centrale e orientale dei laghi;
- uno, chiamato Observation deck, si trova nella zona occidentale dei laghi, presso l'Expo Lake.